# Alexander McDonnell
Alexander McDonnell (Belfast, 22 de maig de 1798 – Londres, 14 de setembre de 1835) fou un mestre d'escacs irlandès, que va disputar una sèrie de sis matxs d'escacs contra el millor escaquista del moment, Louis-Charles Mahé de La Bourdonnais l'estiu de 1834. Malgrat que va perdre, l'elevat nivell de joc en aquesta confrontació va fer molt per incrementar la pràctica dels escacs tant a França com a Anglaterra.

## Primers anys
Fill d'un cirurgià, Alexander McDonnell va néixer a Belfast el 1798. Es va formar com a comerciant i va treballar durant un temps a les Antilles. El 1820 es va establir a Londres, on es va convertir en el secretari del Comitè de Comerciants de les Índies Occidentals, paper en el qual va abogar fermament per la continuació de l'esclavitud. Era un lloc de feina lucratiu que el va convertir en un home ric i li va deixar molt de temps per gaudir de la seva passió pels escacs. En política, McDonnell era un whig compromès.

## Carrera escaquística
El 1825 va esdevenir alumne de William Lewis, qui llavors era el millor jugador de la Gran Bretanya. Però aviat McDonnell s'havia tornat tan bo que Lewis, tement de la seva reputació, simplement es va negar a jugar-hi més.
Cap al 1825–1826, McDonnell va jugar contra el capità Evans, mentre aquest últim es trobava en permís de terra a Londres. McDonnell va ser vençut amb quelcom que actualment es considera en els cercles d'escacs com al naixement del gambit Evans (1.e4 e5 2.Cf3 Cc6 3.Ac4 Ac5 4.b4).

### Matxs amb La Bourdonnais
En aquella època el millor escaquista del món era clarament l'aristòcrata francès Louis-Charles Mahé de La Bourdonnais. Entre el juny i l'octubre de 1834 La Bourdonnais i McDonnell varen jugar una sèrie de sis matxs, amb un total de vuitanta-quatre partides, al Club d'Escacs de Westminster a Londres. McDonnell va guanyar el segon matx, i La Bourdonnais el primer, el tercer, el quart i el cinquè. El sisè va restar inacabat.
A la primera partida del tercer matx, McDonnell va introduir amb èxit una variant del gambit de rei (1.e4 e5 2.f4 exf4 3.Cf3 g5 4.Ac4 g4 5.Cc3) coneguda actualment com a gambit McDonnell.

## Mort
McDonnell patia la malaltia de Bright, una manera històrica de referir-se a la nefritis, que afecta els ronyons. L'estiu de 1835 va empitjorar, i va acabar morint a Londres el 15 de setembre de 1835 abans que el seu matx contra La Bourdonnais pogués acabar.
Quan La Bourdonnais va morir sense diners el 1840, George Walker va arranjar que fos enterrat al cementiri londinenc de Kensal Green, prop d'on és enterrat el seu vell rival McDonnell.

## Partides notables
- Louis-Charles Mahé de La Bourdonnais vs. Alexander McDonnell, 04, Londres 1834, gambit de dama acceptat: variant central. Defensa McDonnell (D20), 0–1 La primera partida immortal de la història dels escacs, segons Reuben Fine. Un sacrifici purament posicional de dama per dues peces menors.
- Louis-Charles Mahé de La Bourdonnais vs. Alexander McDonnell, Londres 1834, obertura de l'alfil: variant Lopez (C23), 0–1 Un encontre interessant amb possibilitats i errors pels dos bàndols, que acaba en un bonic mat amb dos cavalls.
- McDonnell - De La Bourdonnais, 4t matx, 16a partida, Londres 1834: Una demostració clàssica del poder d'un bloc central de peons.